# Station Kalety
Station Kalety is een spoorwegstation in de Poolse plaats Kalety.